# UWC México 4
UWC México 4: Renacimiento fue un evento de artes marciales mixtas producido por Ultimate Warrior Challenge México, que se llevó a cabo el 28 de noviembre de 2009 en el Auditorio Fausto Gutiérrez Moreno de Tijuana, Baja California, México.

## Antecedentes
El evento estelar contó con una pelea por el Campeonato de Peso Pluma de UWC entre el campeón Antonio Duarte y Juan Manuel Torres.
El evento coestelar fue una pelea por el Campeonato de Peso Ligero de UWC entre el campeón David Mariscal y Leobardo López Caloca.

## Resultados
1. ↑  Por el Campeonato de Peso Pluma de UWC
2. ↑  Por el Campeonato de Peso Ligero de UWC